# Yngve Leback

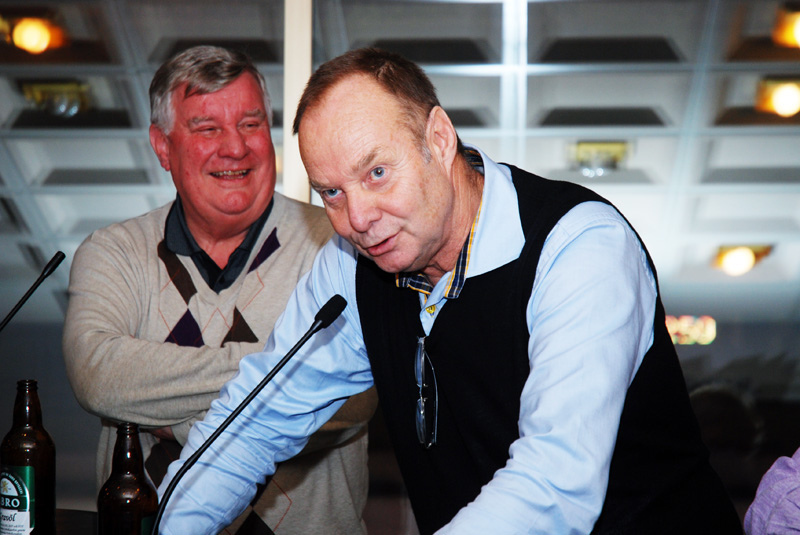
Yngve Leback (2012)

Yngve Leback (* 10. September 1948 in Stockholm; † vor oder am 2. März 2025) war ein schwedischer Fußballnationalspieler.

## Laufbahn
Lebacks erste Station war Långsjö IF. 1960 wechselte er in die Jugendabteilung von Älvsjö AIK. Dort debütierte er am Ende des Jahrzehnts in der ersten Mannschaft, die in der zweiten Liga spielte. Zur Saison 1971 wechselte er in die Allsvenskan zu AIK Solna und feierte sein Erstligadebüt am 14. April 1971 beim 0:0-Unentschieden gegen Åtvidabergs FF. Zehn Tage später schoss er beim 1:1-Unentschieden gegen Östers IF seinen ersten Treffer in der ersten Liga.
In seiner zweiten Erstligasaison konnte Leback zehn Saisontore erzielen und konnte sich somit für die schwedische Nationalmannschaft empfehlen. Am 15. Oktober 1972 kam er zu seinem Debüt im Nationaltrikot, als in der Qualifikation zur Weltmeisterschaft 1974 die Mannschaft auf Malta traf. Das Spiel endete mit einem standesgemäßen 7:0-Erfolg der Nordeuropäer.
Am 7. Juni 1973 konnte sich Leback erstmals in die Geschichtsbücher des schwedischen Fußballs eintragen. Bei 4:0-Erfolg gegen Djurgårdens IF bugsierte er den Ball innerhalb der ersten drei Spielminuten dreimal ins Tor des Lokalrivalen, einmal allerdings aus Abseitsposition. Einen Monat später erzielte er beim 1:1-Unentschieden gegen Finnland seinen einzigen Länderspieltreffer. Dennoch verpasste er den Sprung in den Weltmeisterschaftskader, sein fünftes und letztes Länderspiel bestritt er bei der 0:4-Niederlage gegen die Tschechoslowakei am 13. Oktober 1974.
1975 gelang Leback ein weiterer Rekord. Beim Punktspiel gegen Örebro SK gelang ihm nach knapp 8 Sekunden das schnellste Tor der Ligahistorie, als er per Kopfball zum 1:0 traf. Der größte Erfolg folgte ein Jahr später: Im Finale des Svenska Cupen wurde Lokalrivale Djurgårdens IF mit 5:0 deklassiert.
Bis 1978 lief Leback in insgesamt 196 Spielen für AIK in der ersten Liga auf und konnte dabei 57 Tore erzielen. Zur Spielzeit 1979 wechselte er zum Lokalrivalen Vasalunds IF in die zweite Liga, wo er 1981 seine Karriere erstmals beendete. 1983 wurde er von seinem Stammverein Älvsjö AIK für zwei Spielzeiten reaktiviert.

## Sonstiges
Lebacks Bruder Börje spielte in den 1970er Jahren ebenfalls für AIK Solna in der Allsvenskan. 1983 war er als Trainer von Yngve bei Älvsjö AIK tätig.